# Rhondda Cynon Taf
Rhondda Cynon Taf (også stavet Rhondda Cynon Taff) er et et et hovedområde i det sydøstlige Wales. Det består af fem dale: Rhondda Fawr, Rhondda Fach, Cynon, Taff (walisisk: Taf) og Ely valleys, samt adskillige byer og landsbyer uden for disse dale.
I 2011 angav 19,1% af de 234.410 indbyggere, at de var i stand til at tale walisisk. Det grænser op til Merthyr Tydfil County Borough og Caerphilly County Borough mod øst, Cardiff og Vale of Glamorgan mod syd, Bridgend County Borough og Neath Port Talbot mod vest og Powys mod nord. De primære byer er Aberdare, Llantrisant med Talbot Green og Pontypridd, og andre vigtige byer er Maerdy, Ferndale, Hirwaun, Llanharan, Mountain Ash, Porth, Tonypandy, Tonyrefail og Treorchy.
De største byer i Rhondda Cynon Taf er Aberdare (walisisk: Aberdâr) med et indbyggertal på 39.550 (2011), efterfulgt af Pontypridd med 32.694 (2011). Det største byområde, som defineret af Office for National Statistics er Tonypandy med et indbyggertal på 62.545 (2011), som dækker en stor del af Rhondda-dalen. National Eisteddfod blev afholdt i Rhondda Cynon Taf i 2024, efter at være blevet udskudt to gange fra 2022.